# Levantamento de peso nos Jogos Pan-Americanos de 2015 - Até 56 kg masculino
A categoria até 56 kg masculino do levantamento de peso nos Jogos Pan-Americanos de 2015 foi disputada em 11 de julho  no Centro Esportivo Oshawa, em Oshawa. 

## Calendário
Horário local (UTC-4).
| Data        | Horário | Fase  |
| ----------- | ------- | ----- |
| 11 de julho | 14:00   | Final |

## Medalhistas
| Ouro   | COL Habib de las Salas |
| Prata  | COL Carlos Berna       |
| Bronze | DOM Luis García        |

## Recordes
Recordes mundial e pan-americano antes da disputa dos Jogos Pan-Americanos de 2015.
| Recorde mundial       | Arranque  | TUR Halil Mutlu    | 138 kg | Antalya, Turquia        | 4 de novembro de 2001  |
| Recorde mundial       | Arremesso | PRK Om Yun-Chol    | 170 kg | Incheon, Coreia do Sul  | 20 de setembro de 2014 |
| Recorde mundial       | Total     | TUR Halil Mutlu    | 305 kg | Sydney, Austrália       | 16 de setembro de 2000 |
| Recorde Pan-Americano | Arranque  | CUB Sergio Álvarez | 120 kg | Rio de Janeiro, Brasil  | 14 de julho de 2007    |
| Recorde Pan-Americano | Arremesso | CUB Sergio Álvarez | 151 kg | Rio de Janeiro, Brasil  | 14 de julho de 2007    |
| Recorde Pan-Americano | Total     | CUB Sergio Álvarez | 271 kg | Rio de Janeiro., Brasil | 14 de julho de 2007    |

## Resultado
| Pos.              | Halterofilista      | Nacionalidade            | Grupo | Peso Atleta (kg) | Arranque (kg) | Arremesso (kg) | Total (Kg) |
| ----------------- | ------------------- | ------------------------ | ----- | ---------------- | ------------- | -------------- | ---------- |
| Medalha de ouro   | Habib de las Salas  | COL Colômbia             | A     | 55.90            | 117           | 152            | 269        |
| Medalha de prata  | Carlos Berna        | COL Colômbia             | A     | 55.98            | 116           | 149            | 265        |
| Medalha de bronze | Luis García         | DOM República Dominicana | A     | 55.95            | 115           | 141            | 256        |
| 4                 | Enmanuel Rocafuerte | ECU Equador              | A     | 55.59            | 110           | 135            | 245        |
| 5                 | Francisco Barrera   | CHI Chile                | A     | 55.89            | 103           | 130            | 233        |
| 6                 | Orlando Vasquez     | NCA Nicarágua            | A     | 55.89            | 100           | 123            | 223        |
|                   | Edouard Joseph      | HAI Haiti                | A     | 55.69            | NM            | DNS            | DNF        |

Legenda
| Recorde mundial                  | Recorde mundial (World record)               |                       | Recorde africano                      | Recorde africano (African) |                                           | Q | Classificado por posição (Qualified) |
| Recorde dos Jogos Pan-Americanos | Recorde pan-americano (Pan-American record)  | Recorde da América    | Recorde da América (Americas)         | q                          | Classificado por melhor tempo (Qualified) |   |                                      |
| Melhor marca do ano              | Melhor marca do ano (World leading)          | Recorde asiático      | Recorde asiático (Asian)              | DNS                        | Não largou (Did not start)                |   |                                      |
| Recorde nacional                 | Recorde nacional (National record)           | Recorde europeu       | Recorde europeu (European)            | DNF                        | Não terminou (Did not finish)             |   |                                      |
| Recorde pessoal                  | Recorde pessoal do atleta (Personal best)    | Recorde da Oceania    | Recorde da Oceania (Oceania)          | DSQ / DQ                   | Desclassificado (Disqualified)            |   |                                      |
| Recorde da temporada             | Recorde da temporada do atleta (Season best) | Recorde sul-americano | Recorde sul-americano (South America) | NM                         | Sem marca (No mark)                       |   |                                      |